# Roy Woods
Roy Woods (vrijwel altijd gestileerd als Roy Wood$) is een Canadees rapper en R&B-zanger uit Brampton, Ontario. Hij staat onder contract bij OVO Sound, opgericht door Drake, 40 en Oliver El-Khatib. Op 31 juli 2015 kwam zijn debuut-ep EXIS uit. De stijl en zangstem van Woods komt volgens velen overeen met die van Michael Jackson.

## Discografie

### Singles
| Single met eventuele hitnotering(en) in de Nederlandse Top 40 | Datum van verschijnen | Datum van binnenkomst | Hoogste positie | Aantal weken | Opmerkingen                           |
| ------------------------------------------------------------- | --------------------- | --------------------- | --------------- | ------------ | ------------------------------------- |
| Too much                                                      | 2021                  | 27-02-2021            | tip24*          |              | met Dimitri Vegas & Like Mike & DVBBS |

- Library of Congress Control Number: n2019001479
- MusicBrainz: f50cee24-a799-45da-b65f-fb0874cd521d
- Virtual International Authority File: 4811154741648553110006
- WorldCat: E39PBJg8yKWkxfkKK8DdbcFVG3